# SS Wairarapa
El SS Wairarapa fue un buque neozelandés de finales del siglo XIX que cubría la ruta entre Auckland (Nueva Zelanda) y Australia. Alcanzó trágica fama cuando chocó contra un arrecife en el extremo norte de la isla Gran Barrera, a unos 100 km de Auckland, y se hundió. El número de víctimas mortales, unas 130 personas, sigue siendo uno de los mayores de la historia del país. El barco recibió el nombre de la región de Wairarapa.

## Hundimiento
El Wairarapa se construyó en Dumbarton (Escocia) en 1882 para la Union Steam Ship Company. Poco después de su botadura, zarpó rumbo a Nueva Zelanda para convertirse en uno de los pocos buques de lujo que cruzaban el mar de Tasmania en dirección a Australia.

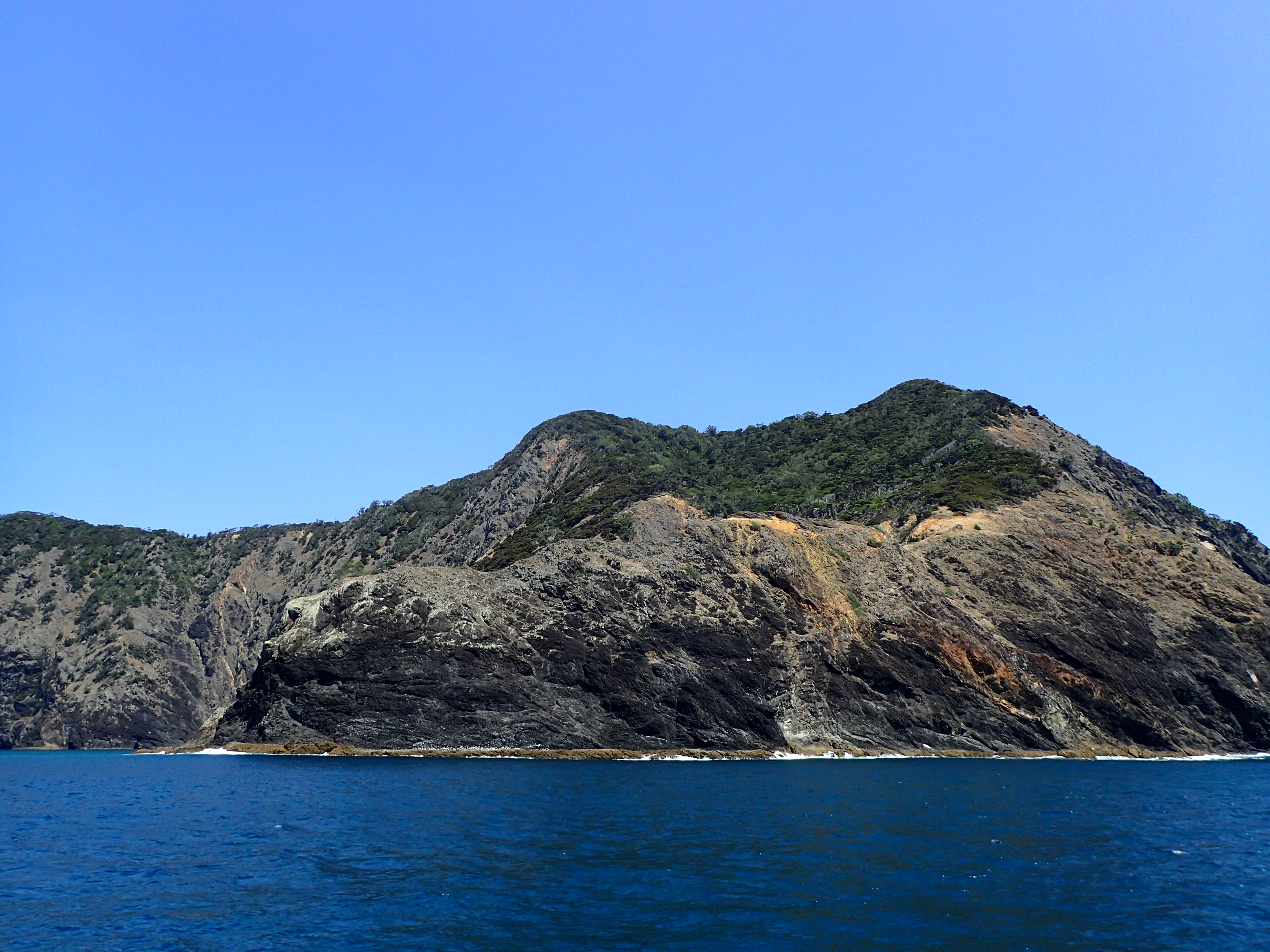
Mineros encabezan la Isla Gran Barrera / Aotea Sitio del hundimiento del SS Wairarapa

El Wairarapa zarpó de Sidney (Australia) el miércoles 24 de octubre de 1894, con destino a la ciudad portuaria neozelandesa de Auckland, a 3.000 km de distancia. Cuatro días más tarde, cuando el Wairarapa doblaba la cima de la Isla Norte de Nueva Zelanda, se desató la niebla y las tormentas. Sin embargo, el capitán John S. McIntosh se negó a reducir la velocidad del barco de 13 nudos, casi a toda máquina a pesar de la espesa niebla. El barco se desvió de su rumbo, posiblemente debido a un error de la brújula. En la investigación posterior del incidente, algunos incluso sugirieron que el barco había sido gobernado por estima en lugar de utilizar una brújula. Sea cual fuere la causa, el barco bordeó las Islas de los Pobres Caballeros por el oeste, no por el este. En consecuencia, estaba mucho más cerca de tierra firme de lo que creía la tripulación.
Alrededor de las doce y ocho minutos de la medianoche del lunes 29 de octubre de 1894, el barco naufragó en los escarpados acantilados cercanos a Miners Head, en el extremo norte de la isla Gran Barrera, frente a la costa de Auckland.
En las horas posteriores al naufragio se perdieron muchas vidas. Muchos pasajeros no sabían nadar y se ahogaron en el mar embravecido intentando llegar a la orilla. Una balsa salvavidas fue vista flotando mar adentro y nunca volvió a ser avistada. Muchos hombres, entre ellos gran parte de la tripulación, subieron a uno de los botes salvavidas, dejando atrás a mujeres y niños. Varias personas se refugiaron en las jarcias del barco. Hacia las 3 de la madrugada, el capitán McIntosh saltó al mar y se presumió que se había ahogado. Otros botes salvavidas que se habían puesto a flote permanecieron cerca del buque siniestrado y recogieron supervivientes del mar en la medida de lo posible.
Un bote salvavidas consiguió llegar a una comunidad local de Ngati Wai del pueblo maorí con base en Katherine Bay, en la costa occidental de la isla. Pudieron rescatar y atender a varios supervivientes. El marino, pescador y agricultor Mariano Vella y su nueva esposa formaron parte de los supervivientes de la catástrofe.
Aunque se esperaba a Wairarapa en Auckland, no había forma de saber dónde podía haber ido a parar. Como el único contacto con la isla en aquella época era a través de los viajes semanales de un barco de vapor, pasaron tres días completos hasta que las noticias del naufragio llegaron a Auckland.
El vapor Argyle de la Northern Company llegó a Port FitzRoy el miércoles 31 de octubre y subió a bordo a los supervivientes que habían llegado a Port FitzRoy. A continuación, el vapor se dirigió al lugar del naufragio y a la bahía de Katherine, recogió a más supervivientes y zarpó de vuelta para llegar a Auckland hacia las 3 de la madrugada del jueves 1 de noviembre.
Tras el desastre del Wairarapa se celebró un tribunal de investigación que determinó que las acciones del capitán McIntosh fueron la causa principal de la tragedia.